# Emilio Martínez Rosales
Emilio Martínez Rosales (Barranquilla, 1 de diciembre de 1955) es un abogado y político colombiano. Ha sido concejal del municipio de Espinal, diputado de la Asamblea Departamental de Tolima y en dos periodos fue elegido Representante a la Cámara por el Tolima, siendo elegido presidente de dicha corporación entre 1998 y 1999.

## Biografía
Nació en Barranquilla, pero se crio en El Espinal (Tolima). Es abogado de la Universidad Santo Tomás, con posgrado en derecho procesal del Colegio Nuestra Señora del Rosario; profesor en la Universidad de Ibagué y la Universidad Santo Tomás. Cofundador del Nuevo Liberalismo en el Tolima. Al morir Luis Carlos Galán se unió a las filas del entonces senador liberal Mauricio Jaramillo. Es hermano de la hoy Senadora de la República por Cambio Radical Rosmery Martínez.
Fue concejal del municipio de Espinal por diez años y posteriormente en 1992 diputado a la Asamblea del Tolima donde fue elegido presidente de dicha corporación. Como integrante del Partido Liberal fue elegido Representante a la Cámara en las legislaturas 1994-1998 y 1998-2002, en esta última ocupó la Presidencia de esa Corporación entre el 20 de julio de 1998 y el 19 de julio de 1999. Fue parte de la Comisión Primera de la Cámara. Como congresista fue ponente de la reforma política de Andrés Pastrana y las reformas penal y procesal.
En el año 2002 la Corte Suprema de Justicia determinó que Martínez debía responder por incurrir, en el delito de celebración indebida de contratos sin el cumplimiento de requisitos legales, cuando formó parte de la mesa directiva de la Cámara de Representantes. La Corte encontró irregularidades en la celebración de 52 millonarios contratos, dos procesos licitatorios y siete órdenes de compra entre julio de 1998 y julio de 1999.
En octubre del 2000, el Consejo de Estado lo despojó de su investidura al comprobar que le otorgó un millonario contrato al tercero de su lista a la Cámara de Representantes. Además ordenó la publicación de dos libros que no tenían nada que ver con las funciones del legislativo.
Fue condenado por la Corte Suprema de Justicia a 16 meses de prisión por el delito de peculado culposo con concurso homogéneo y sucesivo; Martínez fue procesado por negligencia en un contrato en el que se perdieron 102 millones de pesos.

### Parapolítica
La Fiscalía capturó a Emilio Martínez, dentro de un proceso que llevaba el Fiscal Sexto Especializado de Ibagué, por sus presuntos nexos con las Autodefensas Unidas de Colombia. El acervo probatorio lo vinculaba con reuniones con el bloque del Tolima con el fin de garantizar protección a los candidatos a las alcaldías por su movimiento político, Cambio Radical, en Natagaima, Ataco, Rioblanco y Guamo. Los miembros de las AUC aseguraron que las reuniones se llevaron a cabo en una finca llamada La Lorena, en la vereda Luisa García y Martínez habría dado 200 millones de pesos a cambio de ello. Martínez siempre rechazó los señalamientos lanzados en su contra.

### Atentado
En diciembre de 2001 cuando Martínez Rosales entraba a su vivienda del municipio de Espinal,  fue víctima de un atentado, con un paquete bomba. Los hechos se registraron a las 5:30 de la tarde, después de que llegó de una manifestación pública realizada en el municipio de Prado, adonde acompañó a su hermana Rosmery Martínez, cuando era candidata a la Cámara de Representantes.

## Controversias

### Becas a Congresistas
Como Presidente de la Cámara de Representantes otorgó becas a 30 congresistas y asesores de los mismos por valor de 165 millones de pesos., ante ello el periodista Francisco Santos en una de sus columnas señaló que: "Sentido común es lo que le hacía falta a la Cámara cuando decidía aprobar unas becas para los parlamentarios, no se trata de que no estudien, pero sí que cuando tomen una decisión de estas no olviden a los millones de colombianos que con mucho menor ingreso se esfuerzan y sacan hasta de donde no hay para estudiar".

### Negación de paternidad
El Presidente de la Cámara fue conminado por el Juzgado Primero de Familia de Cartagena a practicarse una prueba genética de paternidad. Negó a su hija después de que se conocieran los resultados de las pruebas de ADN realizadas en el laboratorio del Hospital Universitario de Cartagena, donde los resultados resultaron positivos en un 99 por ciento. En ese entonces Nancy Barrero, madre de la menor, lo único que Emilio le había dado a su hija durante 16 años "han sido 10 mil pesos que una vez se los mandó por lástima."
"No aguanté más. Quería saludarlo, pero él me empujó, me hizo a un lado, me despreció" Paola Barrero (Hija) en declaraciones a El Tiempo

### Prohibición de prendas de vestir
En circular 005 el presidente de la Cámara de Representantes, Emilio Martínez Rosales prohibió al personal de la corporación usar minifaldas y jeans. Ésta medida fue criticada por representar una invasión a la intimidad y un desconocimiento del derecho al libre desarrollo de su personalidad, del cual forman parte sus gustos en materia de modas además de ser calificado como un precedente peligroso porque por el camino de prohibiciones como ésta se pueden establecer discriminaciones inaceptables dentro de un régimen de libertades.